# Carinthie (Land)
Pour les articles homonymes, voir Carinthie.
La Carinthie (en allemand : Kärnten ; en slovène : Koroška) est le Land (État fédéré) le plus méridional de l'Autriche, limitrophe de l'Italie et de la Slovénie.

## Géographie
La géographie de la Carinthie est marquée par sa situation dans les Alpes orientales, avec leur faune et leur flore spécifiques. Le Land est situé dans la zone tempérée de l'Europe centrale ; au sens orographique, la crête alpine principale au nord joue le rôle de barrière météorologique. En hiver, on remarque souvent une couche d'inversion dans les basses régions.

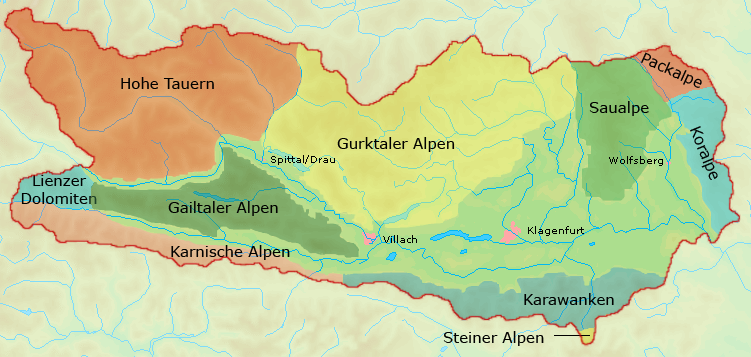
Les chaînes montagneuses en Carinthie.

Le paysage de la Haute-Carinthie (Oberkärnten) à l'ouest est caractérisé par les montagnes des Hohe Tauern et des Alpes de Gurktal (Alpes orientales centrales), ainsi que des Alpes de Gailtal et des Alpes carniques (Préalpes orientales méridionales); celui-ci de la Basse-Carinthie (Unterkärnten) par un vaste bassin sédimentaire autour de la capitale Klagenfurt. Ce bassin, entouré par les Alpes de Lavanttal au nord et les Karavanke au sud, est la partie la plus peuplée du pays et ici se trouvent les deux villes les plus importantes de la Carinthie : Klagenfurt et Villach. Entre les deux s'étend le Wörthersee, lequel, comme les autres grands lacs carinthiens, constitue un centre de tourisme d'été.
Le territoire de l'État présente au moins approximativement la forme d'un rectangle qui s'étend sur 180 km sur un axe est-ouest et 70 km du nord au sud. La Carinthie est limitrophe à l'ouest du Tyrol oriental, au nord-ouest du Land de Salzbourg et au nord-est de la Styrie. Elle est bordée au sud par la Slovénie (les régions traditionnelles de la Carinthie slovène et de la Haute-Carniole) et de l'Italie (les régions du Frioul-Vénétie Julienne et de la Vénétie).

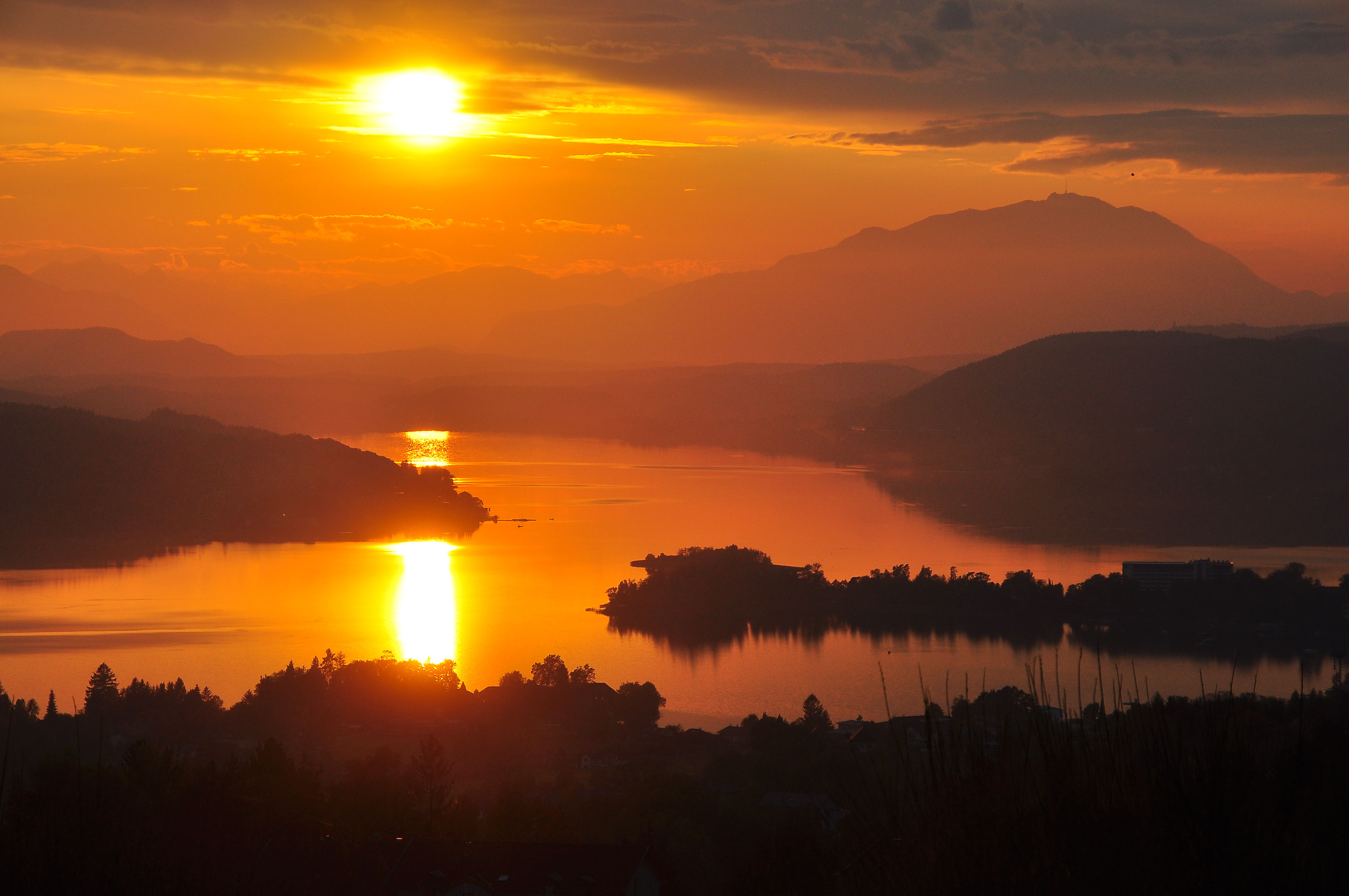
Le coucher de soleil au-dessus du Wörthersee.

La principale rivière de la Carinthie est la Drave (en allemand : Drau, en slovène : Drava), affluent de la rive droite du Danube, d'une longueur de 707 km, prenant sa source sur le territoire de la province autonome de Bolzano (le Tyrol du Sud) en Italie, dans le val Pusteria, et qui, après avoir baigné la Carinthie d'Oberdrauburg à Dravograd (Unterdrauburg), traverse ensuite la Slovénie et la Croatie et est limitrophe de la Hongrie sur une centaine de kilomètres. Les principaux affluents sont, au sens d'écoulement : la Möll, la Lieser, la Gail, la Gurk et la Glan ainsi que la Lavant. Les centrales hydroélectriques dans le bassin versant de la Drave, comme au barrage Kölnbrein, produisent 12 % de l'électricité de l'Autriche.
Les quatre plus grands lacs de la Carinthie sont, outre le Wörthersee, le Millstätter See, l'Ossiacher See et le Weissensee. Ces lac glaciaires couvrent une surface totale de près de 50 km².

## Toponymie
Les interprétations varient quant à l'étymologie du nom Kärnten : comme pour les Karavanke ou les régions voisines de la Carniole et de la Carnie, il est probablement d'origine celte. Dès l'Antiquité, le peuple des Carni s’établit dans les Alpes orientales.
Le terme est mentionné pour la première fois par l'Anonyme de Ravenne au debut du VIIIe siècle ; le chroniqueur Paul Diacre parle des tribus slaves en Carantanie dans son Histoire des Lombards vers l'an 789.

## Économie
Les habitants de la Carinthie ont le pouvoir d’achat le plus faible d'Autriche et font face à une dette de 3 183 euros par habitant (2012). Beaucoup partent à Vienne pour trouver du travail.

### Agriculture et sylviculture
| culture et récolte de produits agricoles (2003)        | culture et récolte de produits agricoles (2003) | culture et récolte de produits agricoles (2003) | culture et récolte de produits agricoles (2003) |
| produit agricole                                       | surface de culture (1 000 ha)                   | récolte (t)                                     | rendement (dt/ha)                               |
| ------------------------------------------------------ | ----------------------------------------------- | ----------------------------------------------- | ----------------------------------------------- |
| blé                                                    | 2,9                                             | 14 145                                          | 48,4                                            |
| seigle                                                 | 0,5                                             | 1 700                                           | 33,9                                            |
| orge                                                   | 8,4                                             | 36 669                                          | 43,6                                            |
| avoine                                                 | 1,6                                             | 6 218                                           | 38,6                                            |
| maïs                                                   | 15,2                                            | 135 235                                         | 89,2                                            |
| pommes de terre                                        | 0,5                                             | 8 608                                           | 187,5                                           |
| colza pour extraction d'huile                          | 0,1                                             | 205                                             | 25,5                                            |
| trèfle (total)                                         | 3,2                                             | 23 706                                          | 73,1                                            |
| foin fauché une fois                                   | 5,3                                             | 13 861                                          | 26,4                                            |
| foin fauché plusieurs fois                             | 73,4                                            | 377 295                                         | 51,4                                            |
| Source: Statisik Austria, Statistisches Jahrbuch 2005. |                                                 |                                                 |                                                 |

En 2003, la Carinthie comptait environ 11 200 exploitations agricoles. 45 247 personnes étaient employées dans l'agriculture, dont 4 133 dans des exploitations non familiales. 1 314 entreprises, exploitant une surface totale de 22 945 ha étaient des entreprises d'agriculture biologique soutenues par InVeKoS.
En 2004, les 33 500 vaches à lait du Land ont produit 198 200 t de lait. Le cheptel bovin comptait 196 000 bêtes (rang 6 en Autriche), le cheptel porcin 146 000 bêtes (rang 4), en plus de 46 000 moutons (rang 5),.
1 901 100 stères de bois ont été abattues en Carinthie en 2003 - soit 11,1 % des abattages autrichiens - dont 23 800 stères de feuillus, 1 568 100 stères de pin et 309 200 stères de bois de chauffage.

### Tourisme

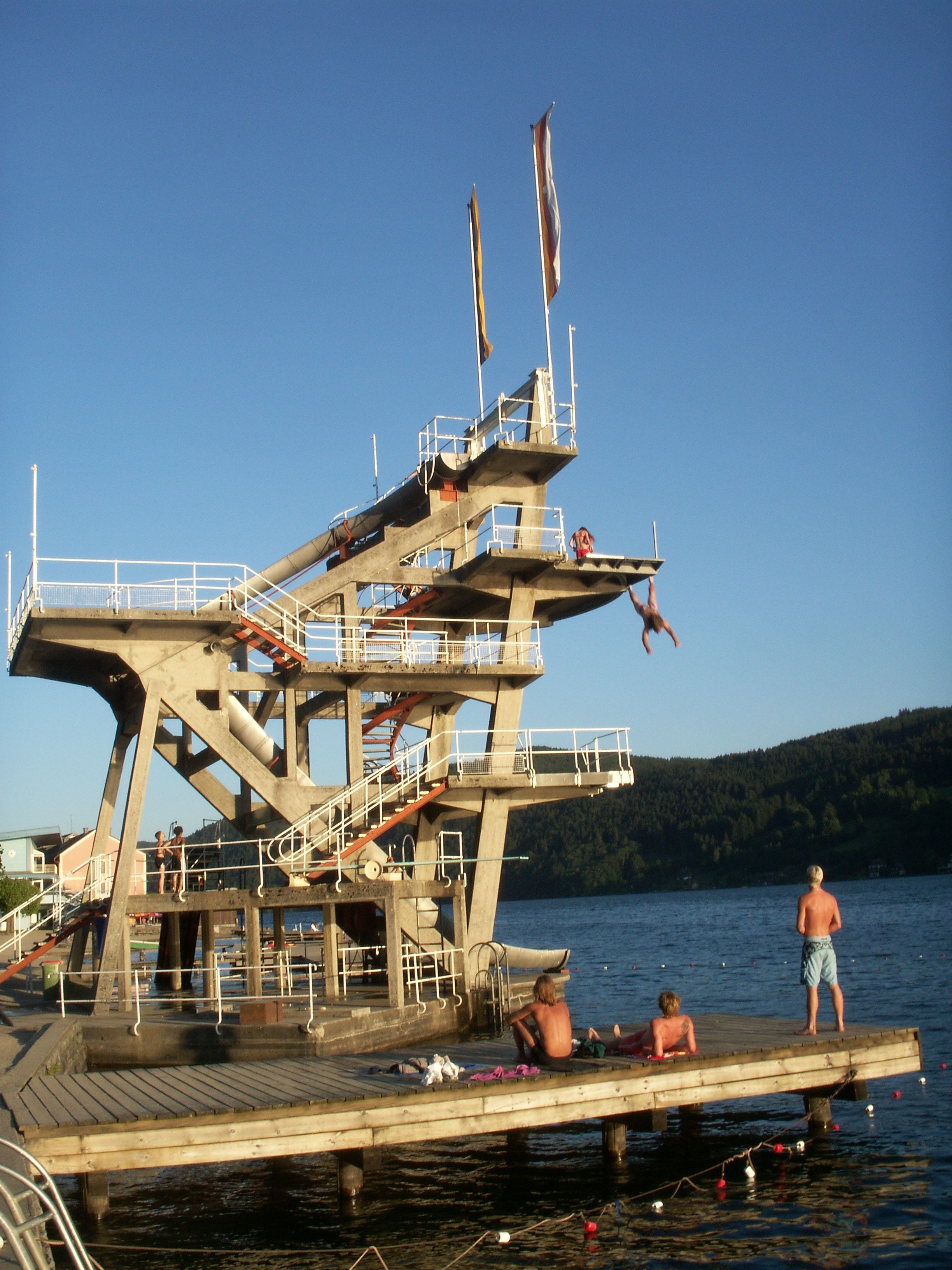
Plongeoir sur la plage de Millstatt.

La Carinthie est une destination très prisée en été. Les lacs les plus fréquentés sont le Wörthersee, le Millstätter See, l'Ossiacher See et le Weissensee, mais également de plus petits lacs tels que le Faaker See, le Klopeiner See et le Pressegger See. L'été, ces nombreux lacs, ainsi que les campings installés sur leurs abords, représentent un apport économique très important pour le Land. Le nombre de places de camping est très supérieur à la moyenne européenne, ce type de logement représente près de 20 % des nuits effectuées dans le Land. Le tourisme estival se concentre aux abords des lacs mais aussi des montagnes et des alpages. Les parcs nationaux des Nockberge (dans les Alpes de Gurktal) et des Hohe Tauern permettent non seulement de préserver les beautés naturelles mais autorisent aussi un tourisme doux en leur sein.
Pendant la saison hivernale, les domaines skiables de Bad Kleinkirchheim, Nassfeld, Innerkrems et Gerlitzen sont des destinations prisées des touristes autrichiens, allemands et italiens.
La construction de l'aéroport de Klagenfurt, grâce à un soutien financier important de la part du Land, a permis ces dernières années d'améliorer la connexion de la Carinthie au tourisme international.
Le nombre total de nuitées en Carinthie se monte à près de 13 millions. Près de 20 % de la population active travaillant dans le secteur touristique, le taux de chômage varie fortement selon les saisons.

### Population active
La population active se répartit comme suit : 5,9 % dans l'agriculture et la sylviculture, 29,7 % dans l'industrie et 64,3 % dans le secteur tertiaire.
En 2004, la Carinthie compte 196 009 salariés, dont 46 % de femmes. Les branches les plus importantes sont la production de biens de consommation (34 965), le commerce et la réparation de véhicules neufs et d'occasion (30 577) et l'administration publique/sécurité sociale (24 938), qui représentent à elles trois 46 % des salariés. Le secteur de la construction emploie 16 298 personnes, le secteur de la santé 14 500, l'hôtellerie et l'hébergement 11 955. 

## Politique
Le 4 mars 2018, le Landtag du land est renouvelé lors d'une élection qui voit la nette victoire du SPÖ, en progression de près de 10 points et de 3 sièges par rapport à l'élection de 2013. Cette élection voit également la chute du parti écologiste Grüne, qui tombe à 3,1% (12,10% en 2013) et disparait donc du Parlement.

## Administration

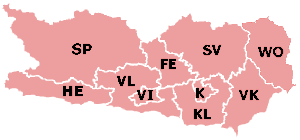
Carte des districts de la Carinthie.

La Carinthie est divisée en 8 districts et 2 villes à statut :

### Villes à statut
- Klagenfurt (en slovène Celovec)
- Villach (en slovène Beljak)

### Districts
- Feldkirchen
- Hermagor (en slovène Šmohor)
- Klagenfurt-Land
- Sankt Veit an der Glan (en slovène Št. Vid)
- Spittal an der Drau
- Villach-Land
- Völkermarkt (en slovène Velikovec)
- Wolfsberg

## AuXXesiècle: forteresse conservatrice
Depuis le XIXe siècle, la Carinthie est une place forte de la droite en Europe centrale. À cette époque les germanophones véhiculent des idées nationalistes, antislaves et antijuives, anticléricales aussi, alors que les Slovènes sont loyaux envers le gouvernement central de Vienne, et l'État plurinational des Habsbourg.
En 1919, quand l'Autriche-Hongrie est démembrée, le parlement de Carinthie demande le rattachement à l'Allemagne. L'armée yougoslave occupe les régions slovènes et se bat contre la garde nationale carinthienne. Jusque vers 1980 les gouvernements de Carinthie honorent les hommes de la garde nationale comme des héros et défenseurs du peuple contre les Slaves.
Par le référendum du 10 octobre 1920, les régions slovènophones décident de rester rattachées à la Carinthie, à la suite de la promesse faite aux 70 000 locuteurs de l'époque de mettre en place des écoles dans leur langue. Entre 1938 et 1945, sous les nazis les Slovènes sont persécutés par les SS. Pour se défendre, ils créent des groupes de partisans qui affrontent comme ils le peuvent l'armée et la police nazies. Ces résistants sont considérés comme traîtres par les politiciens de la droite carinthienne actuelle. L'extrême droite recueille généralement un grand pourcentage de voix aux élections : 42,5 % en 2004 pour le FPÖ derrière Jörg Haider et 45,5 % en 2009 pour le seul BZÖ des héritiers d'Haider, sans compter les 3,8 % du FPÖ orthodoxe.

## Bilinguisme en Carinthie

### La querelle des panneaux bilingues (en allemandOrtstafelstreit)

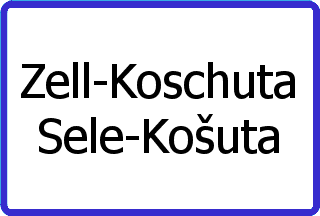
Panneau de signalisation bilingue en Carinthie.

La loi autrichienne veut que les minorités linguistiques d'Autriche aient le droit d'apposer des panneaux bilingues et d'employer leurs langues dans l'administration et les écoles dans leur aire historique. En 1972, Bruno Kreisky, chancelier fédéral d'Autriche, et Hans Sima, gouverneur de Carinthie, font installer des panneaux bilingues allemand-slovène dans 205 communes du sud de la Carinthie. Tous les panneaux seront détruits par des groupes politiques d'extrême droite, ainsi que par des Slovènes assimilés qui souhaitent la disparition de la langue slovène.
En 1977, le gouvernement fédéral fait apposer des panneaux bilingues dans les communes où 25 % de la population parle slovène, soit 91 communes en tout. Mais 77 seulement ont pu installer ces panneaux en raison de l'opposition de politiciens de tous bords.
Depuis 2000, les défenseurs de la langue slovène utilisent une nouvelle stratégie. Ils dépassent les limites de vitesse dans les communes où les panneaux bilingues sont absents. Quand ils sont jugés, ils refusent de payer les amendes au motif que la commune n'applique pas la loi sur le bilinguisme des panneaux routiers.
En 2001, la Cour constitutionnelle ordonne l'apposition de panneaux bilingues dans les communes où 10 % de la population parle slovène.

## Personnalités
- Ingeborg Bachmann
- Stephanie Graf
- Karl-Heinz Grasser
- Grégoire V
- Heinrich Harrer
- Franz Klammer
- Stefan Koubek
- Florjan Lipuš
- Robert Musil
- Ursula Plassnik
- Joseph Stefan
- Jörg Haider
- Peter Turrini
- Thomas Bernhard
- Josef Winkler

## Ouvrages
- Lionel Baland, Jörg Haider, le phénix. Histoire de la famille politique libérale et nationale en Autriche, Paris, Éditions des Cimes, 2012.  (ISBN 979-1-09-105802-5)